# Clione limacina
Pour les articles homonymes, voir Papillon de mer et Ange de mer.
Espèce
Synonymes
- Cleodora borealis[1]
- Clio borealis (Pallas, 1774)[2] [1]
- Clio limacina Phipps, 1774[2]
- Clio miquelonensis Rang, 1825[2]
- Clione borealis Pallas, 1774[2]
- Clione filifera Pruvot-Fol, 1926[2]
- Clione gracilis Massy, 1909[2]
- Clione kincaidi Agersborg, 1923[1]
- Clione kinkaidi Agersborg, 1923[2]
- Clione limacina limacina (Phipps, 1774)[2]
- Clione limacina var. meridionalis Pruvot-Fol, 1926[2]
- Clione limacina var. typica Meisenheimer, 1906[2]
- Clione minuta Pruvot-Fol, 1926[2]
- Clione papilionacea Jeffreys, 1869[2]
- Trichocyclus dumerilii Eschscholtz, 1825[2]

Clione limacina, communément appelé Papillon de mer, Clione ou Ange de mer, est une espèce de petits mollusques marins.

## Liste des sous-espèces
Selon Catalogue of Life (29 mai 2014) :
- sous-espèce Clione limacina australis (Bruguière, 1792)
- sous-espèce Clione limacina limacina (Phipps, 1774)

World Register of Marine Species (29 mai 2014) ajoute à cette liste :
- sous-espèce Clione limacina antarctica E. A. Smith, 1902

## Distribution géographique
Clione limacina se trouve dans les eaux froides de l'océan Arctique et de l'océan Atlantique Nord, allant au sud au moins jusqu'à la mer des Sargasses, . Il existe trois autres espèces dans le genre, qui étaient auparavant incluses dans C. limacina (soit en tant que sous-espèces, variantes ou sous-populations). Ce sont C. elegantissima des régions froides du Pacifique Nord (au moins au nord du golfe d'Alaska ; la mer de Beaufort est habitée par C. limacina), C. okhotensis de la mer d'Okhotsk (où elle se chevauche avec C. elegantissima), et C. antarctica des eaux antarctiques.

## Description
Clione limacina est un gastéropode sans coquille, translucide, laissant apercevoir ses organes, d’environ 25 mm de long. Le Papillon de mer possède deux nageoires sur les côtés du corps, qu’il utilise pour se déplacer, mais ne possède pas de branchie.
Les deux sous-espèces qui se différencient par leur longueur corporelle. La sous-espèce du nord vit dans des eaux plus froides, atteint sa maturité à 3 cm, et peut atteindre une taille de 7 à 8,5 cm,. Cela en fait de loin le plus grand ange marin. En comparaison, la taille de la sous-espèce méridionale est de 1,2 cm, C. elegantissima jusqu'à 3 cm, C. okhotensis jusqu'à 0,8 cm et C. antarctica jusqu'à 3 cm.

## Écologie
Clione limacina vit de la surface à plus de 500 mètres de profondeur, dans les régions épipélagique et mésopélagique de la colonne d'eau.

### Habitudes alimentaires
Les adultes se nourrissent dans une relation prédateur-proie presque exclusivement de papillons marins du genre Limacina : sur Limacina helicina et sur Limacina retroversa,. Le processus d'alimentation de Clione limacina est quelque peu extraordinaire. L'appareil buccal (« bouche ») se compose de trois paires de cônes buccaux. Ces tentacules saisissent la coquille de Limacina helicina. Lorsque la proie est dans la bonne position, avec son ouverture de coquille faisant face à la radula de Clione limacina, elle saisit ensuite la proie avec ses crochets chitineux. Ensuite, il extrait complètement le corps de sa coquille et l'avale en entier,.
Les Limacina adultes sont absents pendant une grande partie de l'année, laissant C. limacina sans accès à leur principale source de nourriture. Une étude de 138 C. limacina pendant une période sans Limacina adulte a révélé que les estomacs de 24 contenaient des restes d'amphipodes et 3 contenaient des restes de calanoïdes. Ce changement de proie temporaire peut leur permettre de survivre en période de famine, bien que l'espèce puisse survivre pendant un an sans nourriture. Sous une famine aussi exceptionnelle en laboratoire, la longueur des limaces a diminué en moyenne de 22,4 à 12 mm.
Les premiers stades larvaires de C. limacina se nourrissent de phytoplancton, mais à partir du dernier stade larvaires, cela change pour Limacina. Le développement de ces deux espèces est parallèle et les petits C. limacina se nourrissent de Limacina de taille similaire, tandis que les grands C. limacina évitent les petits Limacina (y compris ses larves).

### Cycle de vie
Au Svalbard, le cycle de vie de C. limacina semble être d'au moins 2 ans. C'est un hermaphrodite et les observations suggèrent que c'est simultané. Il se reproduit au printemps et en été, et les œufs mesurent environ 0,12 mm.
Clione limacina est une proie de mangeurs planctoniques, tels que les baleines à fanons, ce qui a conduit historiquement les marins à l'appeler « nourriture de baleine ». Certains poissons sont également ses prédateurs. Par exemple, le saumon kéta, Oncorhynchus keta, est un prédateur majeur des anges marins.

## Publication originale
- Constantine John Phipps, A voyage towards the North Pole undertaken by His Majesty's command, 1773 (publication), 1774, [lire en ligne].